# Liverpool Overhead Railway
| Zwei Züge nahe der Station Seaforth Sands |                                                                                       |                                                  |                                                  |
| Geographische Karte der Liverpool Overhead Railway |                                                                                       |                                                  |                                                  |
| Streckenlänge: | 11 km                                                                                 |                                                  |                                                  |
| Spurweite: | 1435 mm (Normalspur)                                                                  |                                                  |                                                  |
| Stromsystem: | anfangs Stromschiene (500 V) inmitten der Gleise, später Seitenstromschiene (630 V) = |                                                  |                                                  |
| Zweigleisigkeit: | durchgehend                                                                           |                                                  |                                                  |
| |                                                                                       |                                                  |                                                  |
| \| \| \| nach Ormskirk \| \| \| \| \| Aintree LOR-Züge 1906–1908, Sonderzüge bis 1956 \| \| \| \| \| nach Liverpool Exchange, Merseyrail \| \| \| \| \| nach Southport, LOR-Züge 1906–1914 \| \| \| \| \| Seaforth & Litherland LOR-Züge ab 1905 \| \| \| \| \| nach Liverpool Exchange, Merseyrail \| \| \| \| \| \| \| \| \| \| Seaforth Sands links: 1895–1926, rechts: ab 1905 \| \| \| \| \| \| \| \| \| \| Gladstone Dock eröffnet 1930 \| \| \| \| \| Alexandra Dock \| \| \| \| \| Langton Dock 1896–1906 \| \| \| \| \| Brocklebank Dock \| \| \| \| \| Canada Dock \| \| \| \| \| Huskisson Dock eröffnet 1896 \| \| \| \| \| Sandon Dock geschlossen 1896 \| \| \| \| \| Nelson Dock eröffnet 1896 \| \| \| \| \| Clarence Dock \| \| \| \| \| nach Edge Hill \| \| \| \| \| Princes Dock geschlossen 1941 \| \| \| \| \| Riverside 1895–1971 \| \| \| \| \| Pier Head \| \| \| \| \| James Street Mersey Railway, heute Merseyrail \| \| \| \| \| James Street \| \| \| \| \| Canning bis 1947 Customs House \| \| \| \| \| Wapping Dock \| \| \| \| \| Brunswick Dock \| \| \| \| \| nach Liverpool Central, Merseyrail \| \| \| \| \| Toxteth Dock \| \| \| \| \| Brunswick \| \| \| \| \| nach Hunts Cross \| \| \| \| \| Herculaneum Dock eröffnet 1896 \| \| \| \| \| \| \| \| \| \| Herculaneum Dock 1893–1896 \| \| \| \| \| Dingle eröffnet 1896 \| \| \| \| \| \| \| |                                                                                       |                                                  |                                                  |
| |                                                                                       | nach Ormskirk                                    |                                                  |
| Bahnhof |                                                                                       | Aintree LOR-Züge 1906–1908, Sonderzüge bis 1956  | Aintree LOR-Züge 1906–1908, Sonderzüge bis 1956  |
| Abzweig ehemals geradeaus und nach links |                                                                                       | nach Liverpool Exchange, Merseyrail              | nach Liverpool Exchange, Merseyrail              |
| Strecke (außer Betrieb) |                                                                                       | nach Southport, LOR-Züge 1906–1914               | nach Southport, LOR-Züge 1906–1914               |
| Bahnhof · Strecke (außer Betrieb) |                                                                                       | Seaforth & Litherland LOR-Züge ab 1905           | Seaforth & Litherland LOR-Züge ab 1905           |
| U-Bahn-Abzweig mit Eisenbahn ehemals geradeaus und nach links · Kreuzung (Strecke geradeaus außer Betrieb) |                                                                                       | nach Liverpool Exchange, Merseyrail              | nach Liverpool Exchange, Merseyrail              |
| U-Bahn-Strecke nach links (außer Betrieb) · U-Bahn-Abzweig geradeaus und von rechts (Strecke außer Betrieb) |                                                                                       |                                                  |                                                  |
| U-Bahn-Kopfbahnhof Anfang Hochstrecke (Strecke außer Betrieb) · U-Bahn-Haltepunkt / Haltestelle Anfang Hochstrecke (Strecke außer Betrieb) |                                                                                       | Seaforth Sands links: 1895–1926, rechts: ab 1905 | Seaforth Sands links: 1895–1926, rechts: ab 1905 |
| |                                                                                       |                                                  |                                                  |
| U-Bahn-Haltepunkt / Haltestelle (Strecke außer Betrieb) |                                                                                       | Gladstone Dock eröffnet 1930                     | Gladstone Dock eröffnet 1930                     |
| U-Bahn-Haltepunkt / Haltestelle (Strecke außer Betrieb) |                                                                                       | Alexandra Dock                                   | Alexandra Dock                                   |
| U-Bahn-Haltepunkt / Haltestelle (Strecke außer Betrieb) |                                                                                       | Langton Dock 1896–1906                           | Langton Dock 1896–1906                           |
| U-Bahn-Haltepunkt / Haltestelle (Strecke außer Betrieb) |                                                                                       | Brocklebank Dock                                 | Brocklebank Dock                                 |
| U-Bahn-Haltepunkt / Haltestelle (Strecke außer Betrieb) |                                                                                       | Canada Dock                                      | Canada Dock                                      |
| U-Bahn-Haltepunkt / Haltestelle (Strecke außer Betrieb) |                                                                                       | Huskisson Dock eröffnet 1896                     | Huskisson Dock eröffnet 1896                     |
| U-Bahn-Haltepunkt / Haltestelle (Strecke außer Betrieb) |                                                                                       | Sandon Dock geschlossen 1896                     | Sandon Dock geschlossen 1896                     |
| U-Bahn-Haltepunkt / Haltestelle (Strecke außer Betrieb) |                                                                                       | Nelson Dock eröffnet 1896                        | Nelson Dock eröffnet 1896                        |
| U-Bahn-Haltepunkt / Haltestelle (Strecke außer Betrieb) |                                                                                       | Clarence Dock                                    | Clarence Dock                                    |
| Strecke von links (außer Betrieb) · U-Bahn-Kreuzung mit Eisenbahn (Strecken außer Betrieb) · Strecke quer (außer Betrieb) |                                                                                       | nach Edge Hill                                   | nach Edge Hill                                   |
| Strecke (außer Betrieb) · U-Bahn-Haltepunkt / Haltestelle (Strecke außer Betrieb) |                                                                                       | Princes Dock geschlossen 1941                    | Princes Dock geschlossen 1941                    |
| Kopfbahnhof Streckenende (Strecke außer Betrieb) · U-Bahn-Strecke (außer Betrieb) |                                                                                       | Riverside 1895–1971                              | Riverside 1895–1971                              |
| U-Bahn-Haltepunkt / Haltestelle (Strecke außer Betrieb) |                                                                                       | Pier Head                                        | Pier Head                                        |
| Strecke quer (im Tunnel) · U-Bahn-Kreuzung mit Eisenbahn mit Tunnelstrecke (Strecke geradeaus außer Betrieb) · Haltepunkt / Haltestelle quer (im Tunnel) |                                                                                       | James Street Mersey Railway, heute Merseyrail    | James Street Mersey Railway, heute Merseyrail    |
| U-Bahn-Haltepunkt / Haltestelle (Strecke außer Betrieb) |                                                                                       | James Street                                     | James Street                                     |
| U-Bahn-Haltepunkt / Haltestelle (Strecke außer Betrieb) |                                                                                       | Canning bis 1947 Customs House                   | Canning bis 1947 Customs House                   |
| U-Bahn-Haltepunkt / Haltestelle (Strecke außer Betrieb) |                                                                                       | Wapping Dock                                     | Wapping Dock                                     |
| U-Bahn-Haltepunkt / Haltestelle (Strecke außer Betrieb) |                                                                                       | Brunswick Dock                                   | Brunswick Dock                                   |
| U-Bahn-Strecke (außer Betrieb) · Strecke von links |                                                                                       | nach Liverpool Central, Merseyrail               | nach Liverpool Central, Merseyrail               |
| U-Bahn-Haltepunkt / Haltestelle (Strecke außer Betrieb) · Strecke |                                                                                       | Toxteth Dock                                     | Toxteth Dock                                     |
| U-Bahn-Strecke (außer Betrieb) · Bahnhof |                                                                                       | Brunswick                                        | Brunswick                                        |
| U-Bahn-Strecke (außer Betrieb) · Strecke nach links |                                                                                       | nach Hunts Cross                                 | nach Hunts Cross                                 |
| U-Bahn-Haltepunkt / Haltestelle (Strecke außer Betrieb) |                                                                                       | Herculaneum Dock eröffnet 1896                   | Herculaneum Dock eröffnet 1896                   |
| |                                                                                       |                                                  |                                                  |
| U-Bahn-Kopfbahnhof Ende Hochstrecke (Strecke außer Betrieb) · U-Bahn-Tunnelanfang |                                                                                       | Herculaneum Dock 1893–1896                       | Herculaneum Dock 1893–1896                       |
| U-Bahn-Bahnhof (Strecke außer Betrieb) (im Tunnel) |                                                                                       | Dingle eröffnet 1896                             | Dingle eröffnet 1896                             |
| |                                                                                       |                                                  |                                                  |

Die Liverpool Overhead Railway (LOR, deutsch etwa Überkopf-Eisenbahn Liverpool) war eine elektrische Hochbahn in Liverpool. Ihr Konstrukteur war der britische Hafenbau-Ingenieur George Fosbery Lyster. Sie wurde im Jahre 1893 eröffnet und war somit nach der London Underground, aber noch vor der Glasgow Subway die zweite Metro im Vereinigten Königreich und die älteste elektrisch betriebene Hochbahn weltweit.
Die Hochbahn wurde 1956 stillgelegt und ihre Strecken abgebaut. Damit gilt sie als das einzige jemals komplett stillgelegte Metrosystem der Welt.

## Geschichte

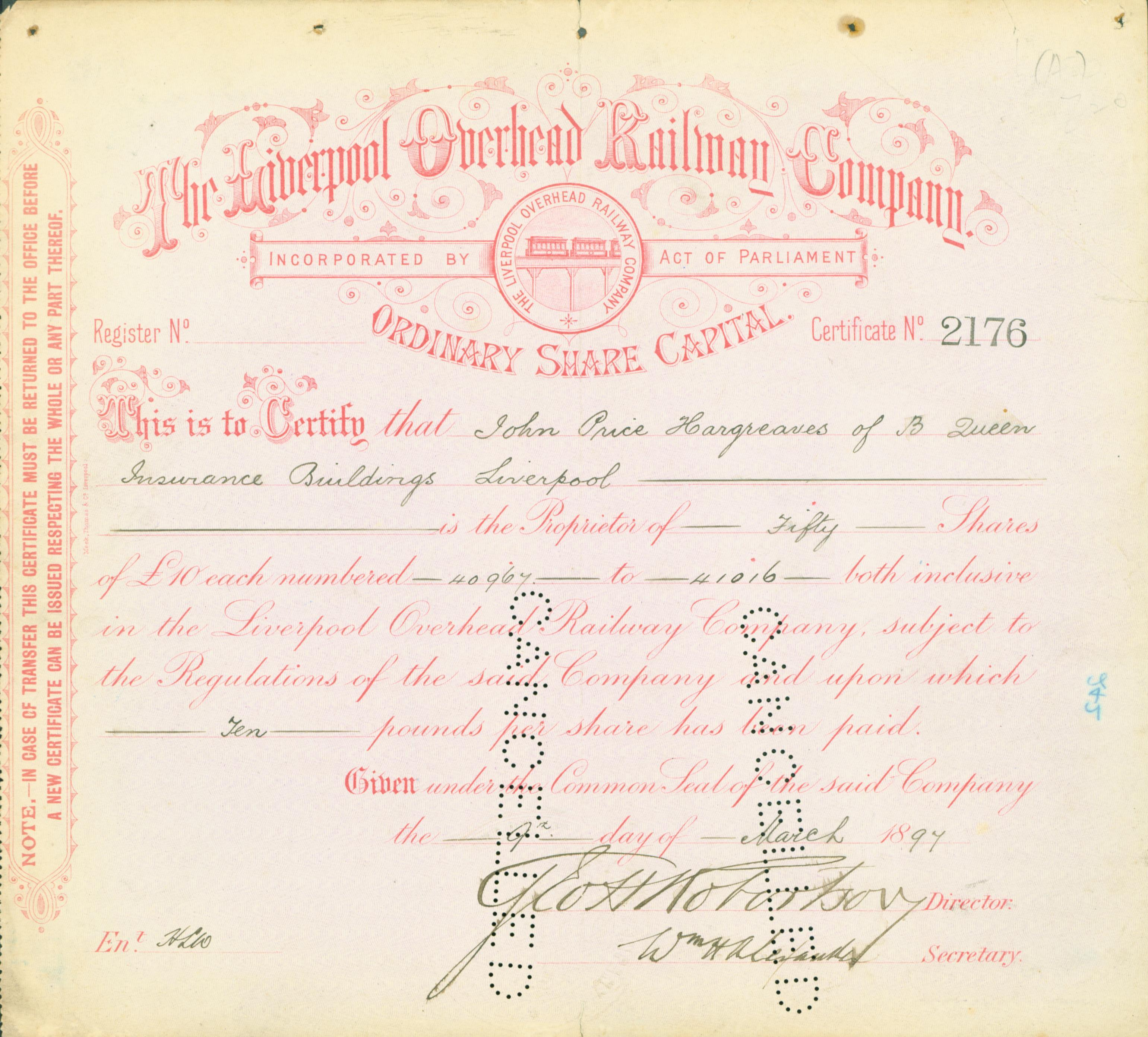
Aktie der Liverpool Overhead Railway Company vom 9. März 1897

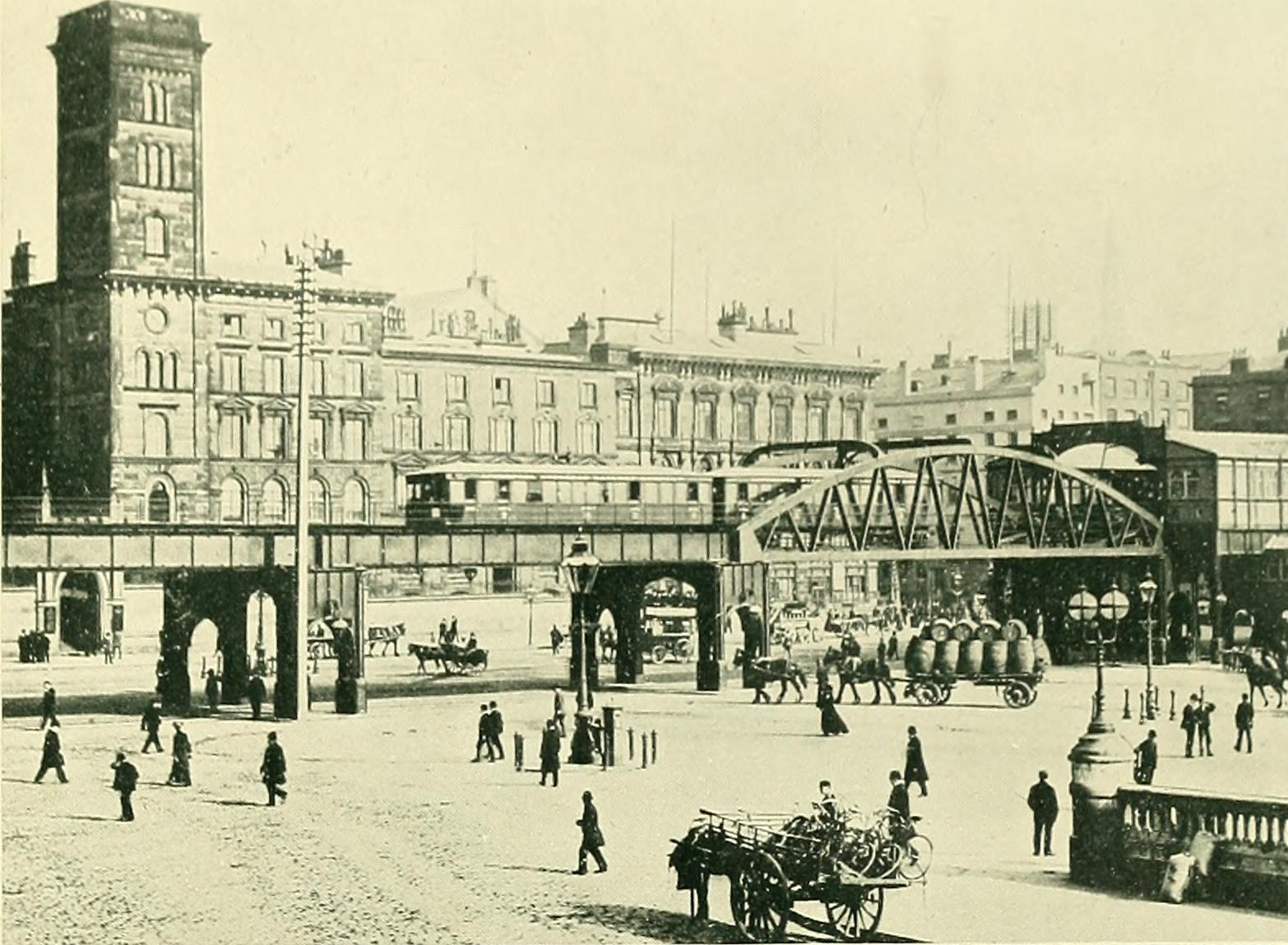
Hochbahn bei den Docs

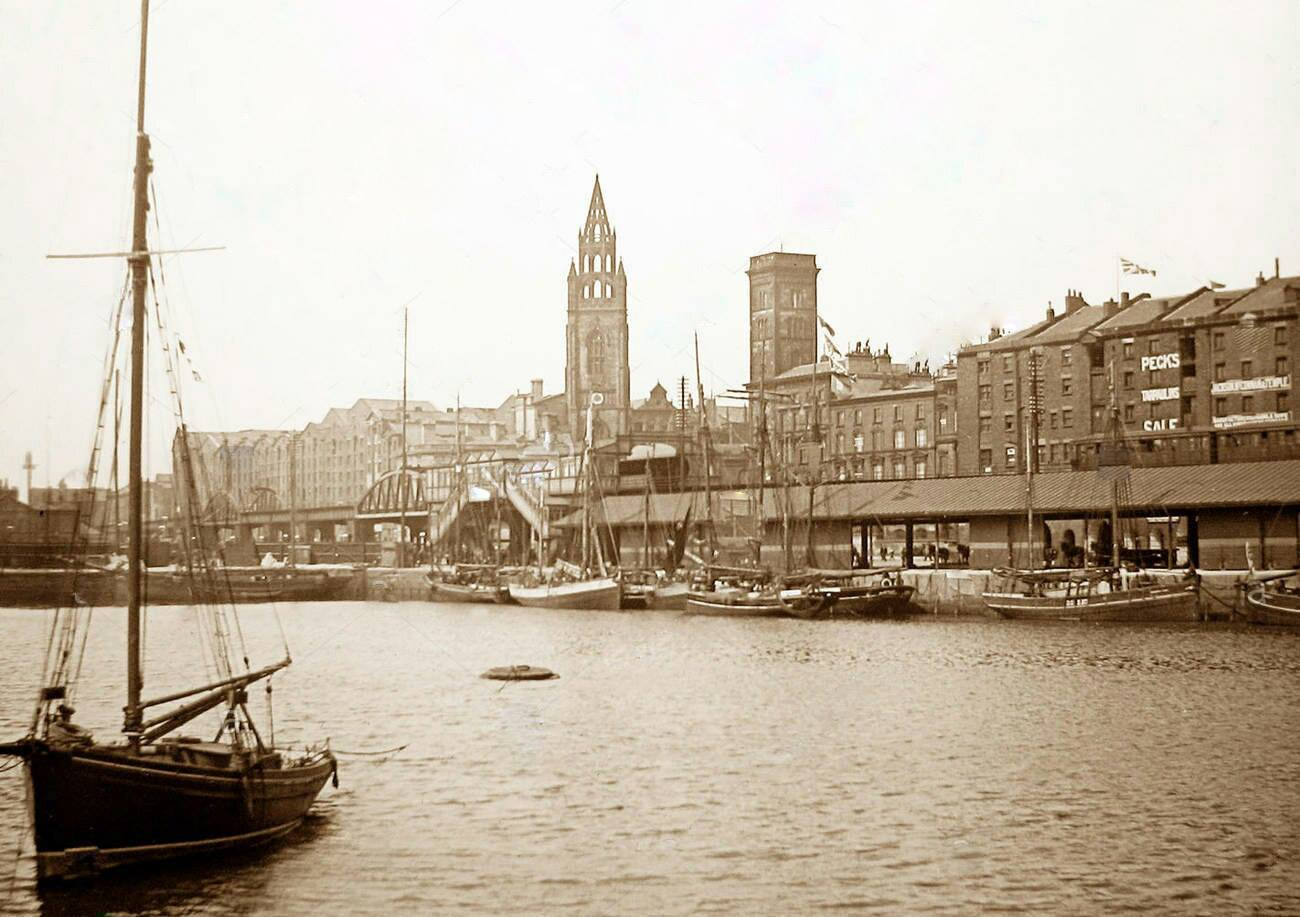
George’s Doc und Church of Our Lady and Saint Nicholas mit der Hochbahn

Eine den Hafen erschließende Hochbahn war bereits seit den 1850er Jahren diskutiert worden. Baubeginn war schließlich 1889, als man den Waren- und Personenverkehr entlang des Flussufers stärker voneinander trennen wollte. Am 7. Januar 1893 fand eine erste Sonderfahrt mit den Ingenieuren und anderen wichtigen Personen statt; am 6. März desselben Jahres begann der öffentliche Betrieb, die Strecke führte von Alexandra Dock entlang des Merseys und dem Hafengebiet nach Herculaneum Dock. Sie war circa 10 Kilometer lang, hatte 14 Bahnhöfe und war zum größten Teil auf 4,9 Meter hohe schmiedeeiserne Pfeiler gestützt. Letzteres brachte ihr den Spitznamen „Regenschirm der Hafenarbeiter“ (“Dockers’ umbrella”) ein.
Später wurde die Strecke dreimal erweitert. Etwas mehr als ein Jahr nach der Eröffnung, 1894, wurde die Strecke um eine Station im Norden bis Seaforth Sands erweitert. Die zweite Erweiterung betraf das Südende. Bis zum Jahresende 1896 entstand im heutigen Liverpooler Stadtteil St Michaels ein 800 Meter langes Tunnelstück, das in dem ersten und einzigen unterirdischen Bahnhof der Strecke mündete und am 21. Dezember eröffnet wurde. Dazu wurde der ursprüngliche Endbahnhof Herculaneum Dock in eine Wagenhalle umgewandelt und einige hundert Meter weiter nördlich neugebaut.
Fast auf den Tag genau fünf Jahre später, ereignete sich am 22. Dezember 1901 in diesem Zufahrtstunnel zum Bahnhof Dingle ein schweres Zugunglück, als ein Elektromotor in einem Zug in Brand geriet. Sechs Tote waren die Folge, der unterirdische Bahnhof brannte vollständig aus. Dies war der erste schwere Unfall auf einer elektrisch betriebenen Eisenbahn, bei dem Reisende ums Leben kamen.
Am 2. Juli 1905 wurde die Strecke am nördlichen Ende nochmals bis Seaforth & Litherland, einem Bahnhof der kurz zuvor elektrifizierten Lancashire and Yorkshire Railway (L&YR), heute Merseyrail, verlängert. Dabei wurde auch hier die ehemalige Endstation Seaforth Sands durch eine neue Station ersetzt, der alte Kopfbahnhof war noch bis 1926 in Betrieb, wurde danach aber in eine Wagenhalle umgebaut.
Um einen durchgehenden Betrieb mit der Lancashire and Yorkshire Railway zu realisieren, hat man zu dem Zeitpunkt die Stromzufuhr der LOR geändert. Die ursprünglich zwischen den Schienen gelegene Stromschiene (500 V Gleichstrom) wurde durch eine seitlich gelegene ersetzt, die 630 V Gleichstrom führte. Bis in die 1920er Jahre wurde die mittlere Stromschiene noch als elektrischer Rückleiter genutzt. Ab 1906 begannen dann die durchgehenden Verbindungen nach Southport und Aintree. Der reguläre Zugverkehr zu diesen Bahnhöfen wurde schon 1908 (Aintree) bzw. 1914 (Southport) aufgegeben, die Verbindung nach Aintree wurde aber noch bis in die 1950er Jahre wenige Male im Jahr zu Veranstaltungen in der Pferderennbahn in Aintree (z. B. dem Grand National) im Sonderverkehr befahren. Fortan war Seaforth & Litherland die reguläre Endstation.
Im Laufe der Jahre wurden einige Stationen geschlossen oder neue eröffnet, z. B. zuletzt 1930 der neue Bahnhof Gladstone Dock. Der Bahnhof Princes Dock wurde während des Liverpool Blitzes (Luftschlacht um England) von der deutschen Luftwaffe zerstört, und nach dem Zweiten Weltkrieg nicht wieder aufgebaut. Während der Weltwirtschaftskrise fuhren weniger Schiffe den Liverpooler Hafen an, 1932 musste die Overhead Railway eine Marketingkampagne mit verbilligten Fahrausweisen starten, um die Eisenbahn weiter zu betreiben.
Da sie eine ausschließlich lokale Gesellschaft war, wurde die Liverpool Overhead Railway Company 1948 nicht mit dem restlichen Eisenbahnnetz zur British Railways verstaatlicht.
Aufgrund des Niedergangs des Liverpooler Hafens verlor die Hochbahn laufend Fahrgäste, viele stiegen auf die Straßenbahnen um. Die Eisenstruktur der Hochbahnabschnitte war außerdem durch die teilweise direkt darunter verkehrenden, dampfbetriebenen Hafenbahnen stark korrodiert. 1955 schätzte man die benötigten Investitionen auf zwei Millionen Pfund (auf 2017 gerechnet etwa 40 Millionen Euro). Die Gesellschaft ging in freiwillige Liquidation, obwohl sie noch etwas Gewinn machte, und mit dem Liverpool Overhead Railway Act 1956 wurde die Gesellschaft der gesetzlichen Pflicht zur Beförderung der Fahrgäste entbunden. Die letzten Züge der Hochbahn fuhren am 30. Dezember 1956.

### Nach der Einstellung

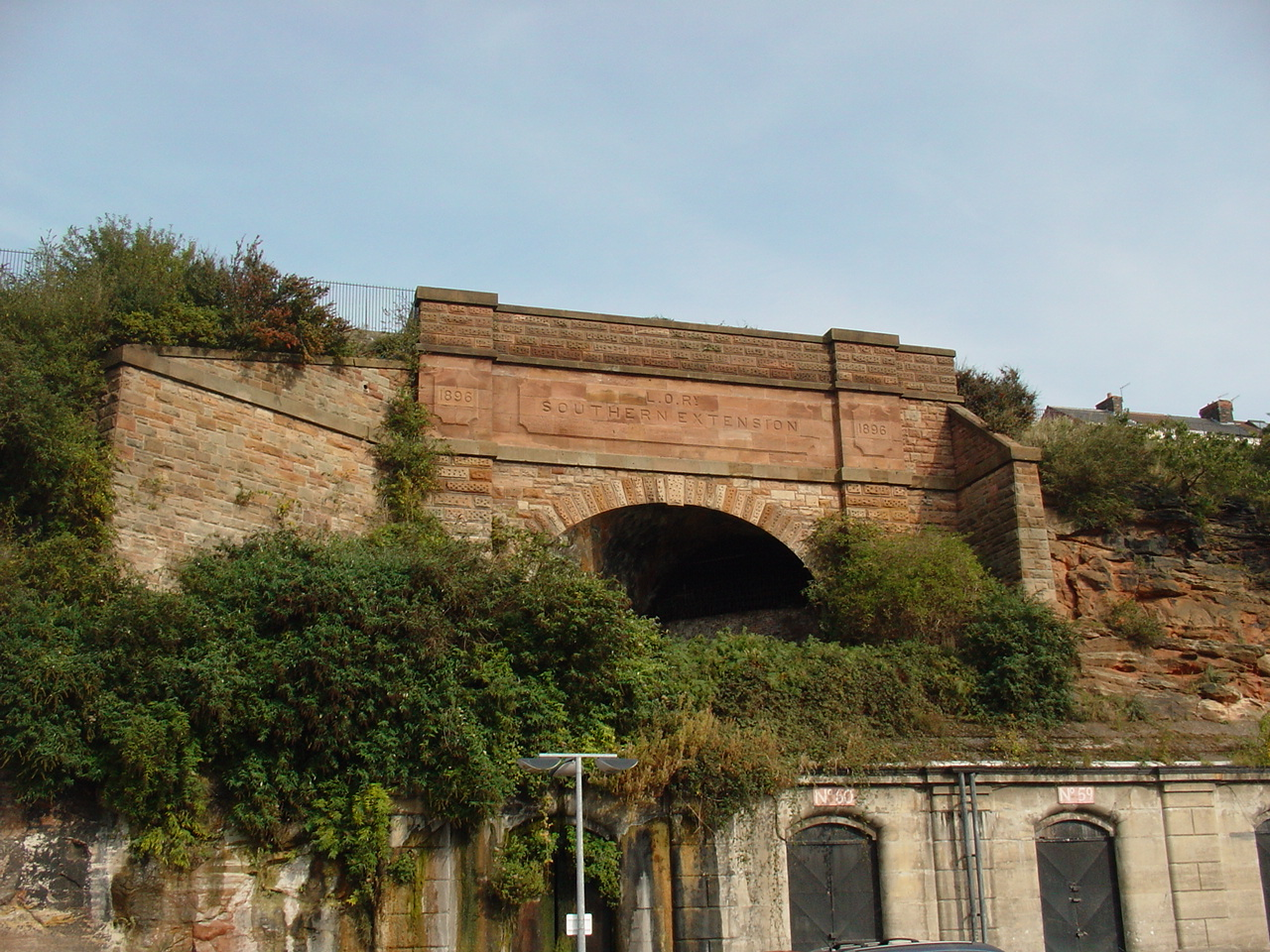
Der Tunneleingang zwischen den Bahnhöfen Herculaneum Dock und Dingle ist eine der wenigen erhaltenen baulichen Strukturen der LOR

Etwa 100 Bedienstete der LOR wechselten zu British Railways, während eine kleine Anzahl die Viadukte noch in Stand hielt; anfangs glaubte man noch an eine mögliche Wiederinbetriebnahme. Die Strecke wurde durch eine neue Buslinie ersetzt, für die die städtischen Verkehrsbetriebe 60 neue Omnibusse anschafften. Für die Hafenarbeiter erhöhte sich der Fahrpreis für eine Rückfahrkarte von 8 d (66 Eurocent) auf 1 s (etwa 1 Euro). Die 1977 eröffnete Northern Line der Merseyrail verläuft einige hundert Meter weiter landeinwärts parallel zur ehemaligen Hochbahn.
Die Abtragung der Strecke begann nach vielen Protesten am 23. September 1957 und war im Januar des folgenden Jahres abgeschlossen.
Erhalten von der Hochbahn ist heute wenig. In einigen Straßenzügen sind in der Wand noch die Überreste der Pfeiler zu sehen, der Tunnel inklusive des Bahnhofes Dingle wird heute als Kfz-Werkstatt genutzt. Am 24. Juli 2012 stürzte ein Teil dieses Tunnels ein, mehrere über dem Tunnel liegende Häuser mussten evakuiert werden. Von Oktober 2013 wurde der Tunnel wieder instand gesetzt, ab Februar 2014 konnten die Bewohner wieder einziehen.

## Fahrzeuge
Die Liverpool Overhead Railway war die erste elektrische Schnellbahn weltweit, die von Beginn an Triebwagen und nicht eine Kombination aus Lok und Waggons nutzte. Die Fahrzeuge wurden von der Brown, Marshalls and Co. Ltd. gebaut. Zur Eröffnung standen 30 Motorwagen zur Verfügung. Diese waren 8 feet 6 inches (2,59 Meter) breit und besaßen je einen Motor mit 60 PS (45 kW) Leistung. Anfangs wurden in der Schwachverkehrszeit einzelne Triebwagen eingesetzt, meist wurden die Fahrzeuge aber als 15 Zwei-Wagen-Züge geführt. 1894 kamen acht weitere Triebwagen hinzu, womit nun 19 Zwei-Wagen-Züge fahren konnten. 1896 wurden nochmals acht Triebwagen und neu auch acht Beiwagen bestellt, um Drei-Wagen-Züge fahren zu können. Diese besaßen je einen 70-PS-(52 kW) leistenden Motor.
1902 wurden alle Triebwagen mit neuen Motoren (100 PS, 75 kW) ausgestattet, um mit den elektrischen Straßenbahnen mithalten zu können; die Reisezeit verkürzte sich von 32 auf 20 Minuten. Außerdem wurden zehn Triebwagen auf 8 ft 4 in (2,84 Meter) verbreitert. Von 1916 bis 1918 wurden schließlich noch 15 Beiwagen beschafft, sodass die LOR nun 46 Triebwagen und 32 Beiwagen besaß, also mit 32 Drei-Wagen-Zügen fahren konnte. 1919 wurden nochmals die Motoren getauscht, die neuen hatten 75 PS (56 kW) Leistung und verlängerten die Fahrzeit auf 31 Minuten.
Nach dem Zweiten Weltkrieg waren die meisten Fahrzeuge in einem eher schlechten Zustand. Der Neukauf von Zügen war jedoch finanziell nicht möglich, sodass man 14 Triebwagen und sieben Beiwagen modernisierte. Die Holzaufbauten wurden durch Aluminium ersetzt, und statt nach außen schwingenden Türen automatische Schiebetüren eingebaut.

Nach Einstellung der LOR wurden die meisten Wagen verschrottet, lediglich ein Wagen in Originalausführung ist im Museum of Liverpool erhalten, ein modernisiertes Exemplar im Electric Railway Museum in Warwickshire.

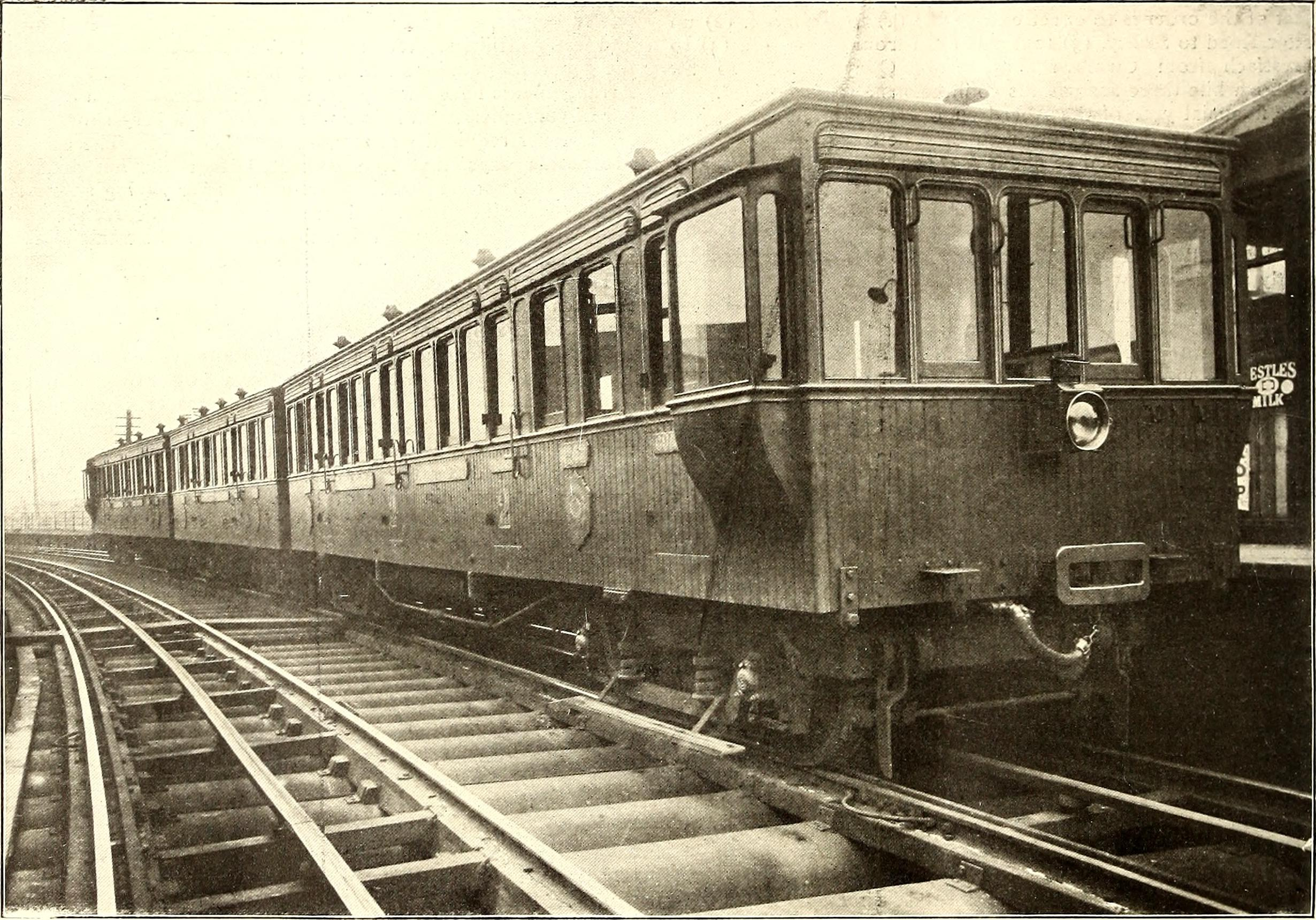
Dreiwagenzug (1902)
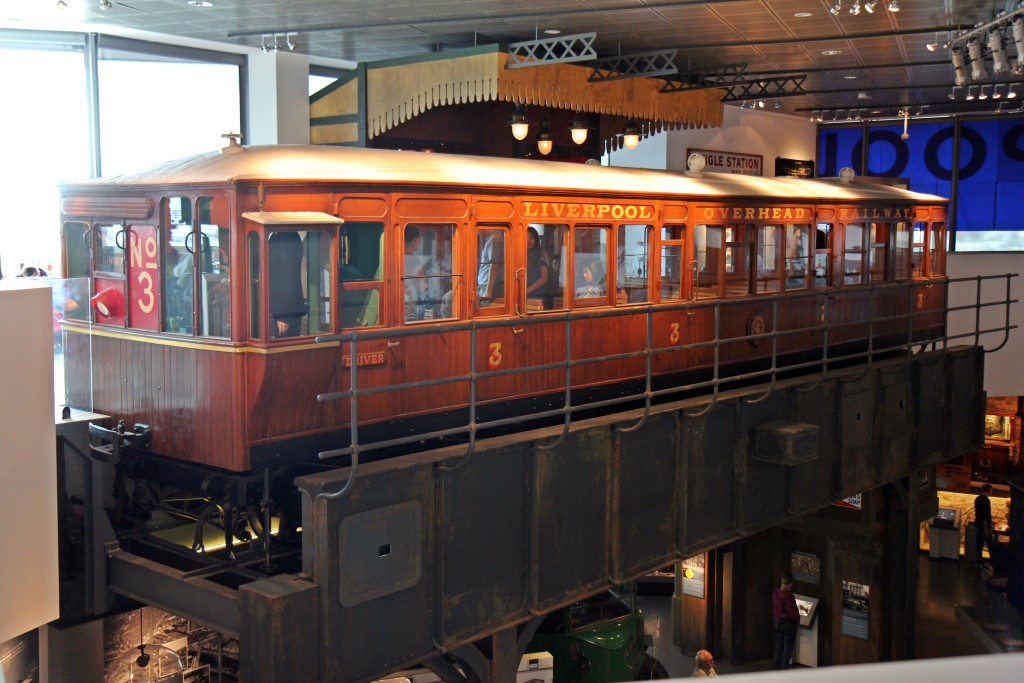
Erhaltener Originaltriebwagen im Museum of Liverpool
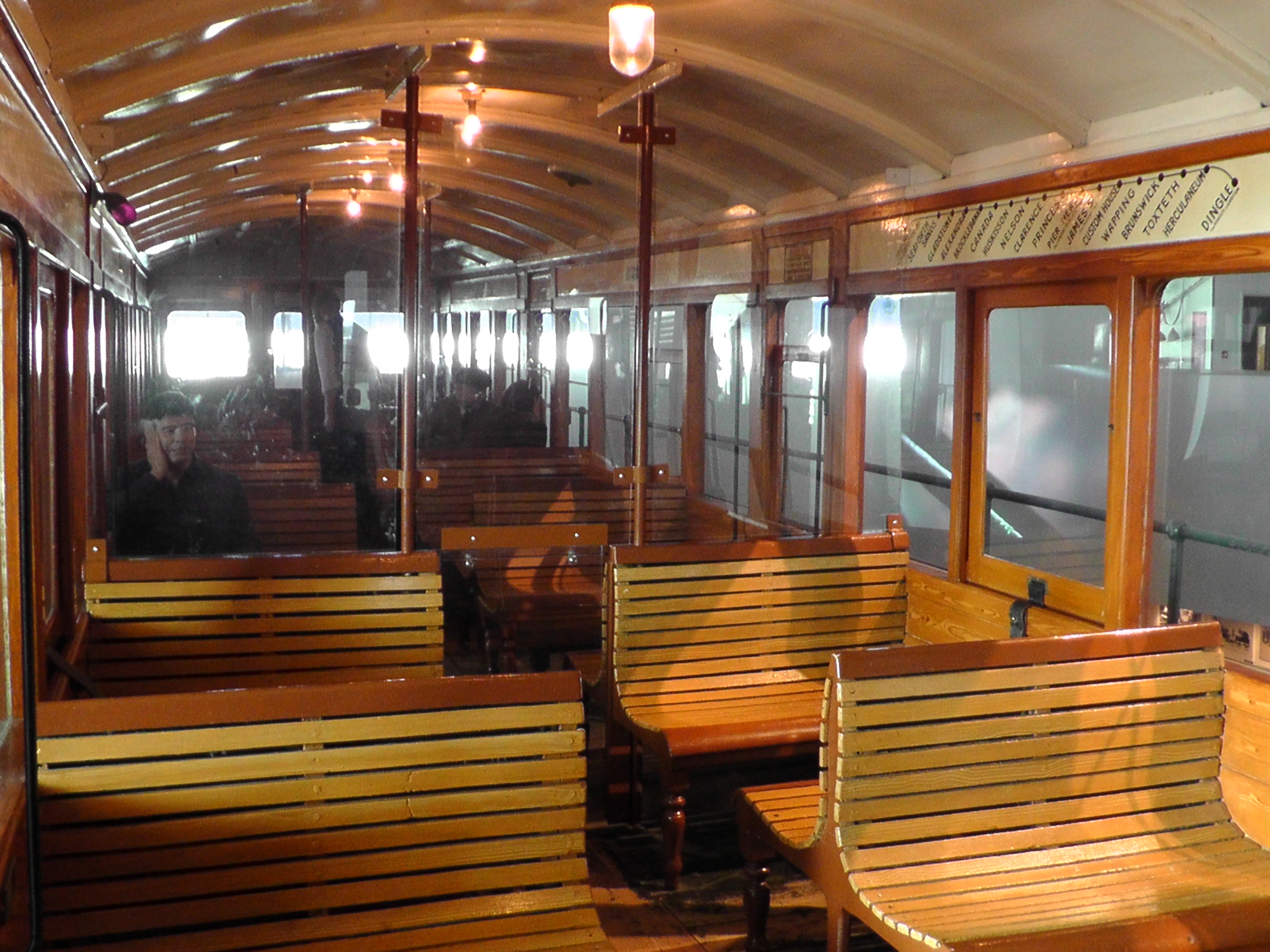
Innenraum des Triebwagens

## Film
Die Eisenbahn ist in den Spielfilmen Waterfront (1950), The Magnet (1950) und The Clouded Yellow (1951) in einigen Szenen enthalten. Im Dokumentarfilm Of Time and the City über die Stadt Liverpool ist die Bahn ebenfalls oft zu sehen. Die Brüder Lumière haben 1897 außerdem einige Filmszenen aus der Overhead Railway heraus aufgenommen.